# Cristina del Valle

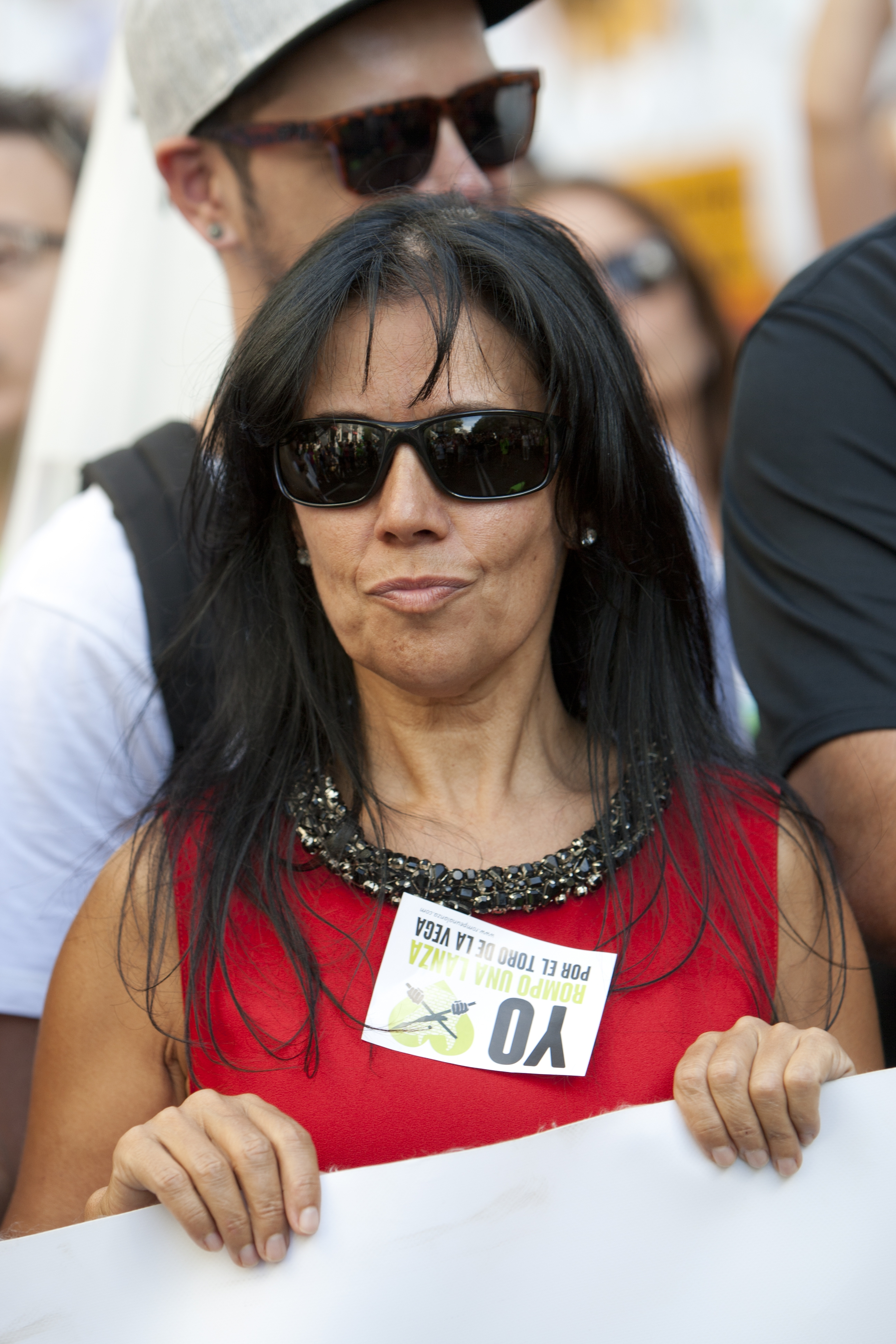
Cristina del Valle (2014)

Cristina del Valle (* 1. August 1962 in Oviedo) ist eine spanische Sängerin und Aktivistin aus Asturien.

## Werdegang
1980 studierte del Valle zunächst Kriminologie in Madrid. Sie war in nichtstaatlichen Organisationen (Ayora, Solidarios, Apram usw.) und politischen Parteien tätig, in denen sie sich für Menschenrechte und gegen Häusliche Gewalt einsetzte oder die Autonomie der Westsahara unterstützte.
Ihre Karriere als Sängerin startete Cristina del Valle in den späten achtziger Jahren mit der Band Vodebil, aber ihre erste Veröffentlichung erschien unter dem Künstlernamen Cris. 1991 gründete sie mit Alberto Comesaña das Rock-Pop-Duo Amistades Peligrosas, das nach den Chart-Erfolgen Estoy Por Ti und Me Haces Tanto Bien in Spanien und Lateinamerika große Popularität erlangte. Nach der Auflösung von Amistades Peligrosas arbeitete sie zusammen mit dem spanischen Musiker José Angel Hevia. Ihr Album El Dios De Las Pequeñas Cosas führte 1999 zu einer weiteren Hit-Single Tormento. Das Album Apuntes Generales Del Mundo folgte 2001. 2003 erneuerte sie die Zusammenarbeit mit Alberto Comesaña.

## Diskografie

### Soloalben
- 1989: Cris
- 1990: Siempre te metes en líos
- 1999: El Dios de las Pequeñas cosas
- 2001: Apuntes generales del mundo

### Alben mit Alberto Comesaña als Amistades Peligrosas
- 1991: Relatos de una intriga
- 1993: La última Tentación
- 1995: La Profecía
- 1997: Nueva Era
- 1998: Grandes éxitos (Compilation)
- 2003: La larga espera
- 2013: El arte de amar

## Ehrungen/Preise
- Mujer del año 1998, Valdés (Asturias)
- Premio Comadre de oro de Antroxu 1999
- Premio Vaqueira, 1999
- Premio Flor de Manzana, Villaviciosa (Asturias)
- Premio Racimo de oro 1999, Jerez
- Premio UGT “Mujer 99”
- Premio Luarca 1999
- Premio T de Tarde a la Tolerancia 2000
- Premio radio Gorbea 2001
- Premio Nosotras 2001